# Brandon Coupe
Brandon Coupe (Roseville, 11 aprile 1972) è un ex tennista statunitense.

## Carriera
In carriera ha vinto un titolo di doppio. Nei tornei del Grande Slam ha ottenuto il suo miglior risultato raggiungendo i quarti di finale di doppio agli US Open nel 2002, in coppia con il connazionale Devin Bowen.

## Statistiche

### Doppio

#### Vittorie (1)
| Numero | Anno           | Torneo                       | Superficie  | Compagno    | Avversari in finale               | Punteggio |
| 1.     | 14 giugno 1998 | ATP Bologna Outdoor, Bologna | Terra rossa | Paul Rosner | Giorgio Galimberti Massimo Valeri | 7-6, 6-3  |

### Doppio

#### Finali perse (2)
| Numero | Anno           | Torneo                                             | Superficie  | Compagno     | Avversari in finale             | Punteggio |
| 1.     | 10 agosto 1997 | Internazionali di Tennis di San Marino, San Marino | Terra rossa | David Roditi | Cristian Brandi Filippo Messori | 5-7, 4-6  |
| 2.     | 30 agosto 1998 | Waldbaum's Hamlet Cup, Long Island                 | Cemento     | Dave Randall | Julián Alonso Javier Sánchez    | 4-6, 4-6  |